# 古城町 (宮崎市)
古城町（ふるじょうちょう）とは、宮崎県宮崎市内の地名。大淀地域自治区に属している。郵便番号は880-0931。

## 地理
宮崎市の大淀地域自治区に属する。字がある地域とない地域があるが、どちらも郵便番号は同一である。
北を北川内町、西を大字細江、東を薫る坂（古城町の一部で住居表示を実施した地域）、大字恒久、源藤町、南を清武町加納、清武町船引と接する。

## 世帯数と人口
2022年（令和4年）11月1日現在の世帯数と人口は以下の通りである。
| 町丁   | 世帯数  | 人口  |
| ------ | ------- | ----- |
| 古城町 | 431世帯 | 898人 |

## 小・中学校の学区
市立小・中学校に通う場合、学区は以下の通りとなる。
| 町名   | 小学校             | 中学校             |
| ------ | ------------------ | ------------------ |
| 古城町 | 宮崎市立古城小学校 | 宮崎市立大淀中学校 |

## 交通

### バス
宮崎交通のバスが運行している。

### 道路
- 東九州自動車道（通過のみ）
- 国道269号
- 宮崎県道9号宮崎西環状線
- 宮崎県道27号宮崎北郷線
- 宮崎県道336号宮崎田野線

## 施設
- 宮崎市立古城小学校
- 宮崎市環境業務課南部事務所
- 外所地震慰霊碑
- 古城神社
- 古城運動公園